# Drepanocladus pseudosarmentosus
Drepanocladus pseudosarmentosus là một loài rêu trong họ Amblystegiaceae. Loài này được Cardot & Thér. Perss. mô tả khoa học đầu tiên năm 1946.